# Градови на папиру (филм)
Градови на папиру (енгл. Paper Towns) амерички је тинејџерски филм из 2015. режисера Џејка Шрајера, снимљен по истоименом роману Џона Грина.

## Радња
Градови на папиру је прича у чије је средиште смештен Квентин (Нет Вулф), матурант који је заљубљен у загонентну Марго (Кара Делевин) још од када је био дете. Након што га поведе у авантуру кроз њихов родни град, Марго одједном нестаје, остављајући за собом тајанствене трагове које Квентин мора да дешифрује. Потрага за њом води њега и његове духовите пријатеље на узбудљиво путовање.

## Улоге
| Глумац          | Улога                   |
| --------------- | ----------------------- |
| Нет Вулф        | Квентин "Кју" Џејкобсен |
| Џосаја Серио    | Кевнтин као дечак       |
| Кара Делевин    | Марго Рот Спигелман     |
| Хана Алигуд     | Марго као девојчица     |
| Џастис Смит     | Маркус "Радар" Линкон   |
| Остин Ејбрамс   | Бен Старлинг            |
| Халстон Сејџ    | Лејси Пембертон         |
| Грифин Фриман   | Џејс                    |
| Кејтлин Карвер  | Бека Арингтон           |
| Џаз Синклер     | Анџела                  |
| Кара Буоно      | Кони Џејкобсен          |
| Сузан Мак Милер | госпођа Спигелман       |
| Том Хилман      | господин Спигелман      |
| Мег Крозби      | Рути Шпигелман          |
| Џим Колман      | Отис Ворен              |